# Мартијанец
Мартијанец (до 1991. године Доњи Мартијанец) је насељено место и седиште општине у Вараждинској жупанији, Хрватска. До територијалне реорганизације у Хрватској налазио се у саставу бивше велике општине Лудбрег.

## Становништво
На попису становништва 2011. године, општина Мартијанец је имала 3.843 становника, од чега у самом Мартијанцу 423.

## Попис1991.
На попису становништва 1991. године, насељено место Доњи Мартијанец је имало 447 становника, следећег националног састава:
| Попис 1991.‍ | Попис 1991.‍ | Попис 1991.‍ | Попис 1991.‍ | Попис 1991.‍ |
| ----------- | ----------- | ----------- | ----------- | ----------- |
|             |             |             |             |             |
| Хрвати      | Хрвати      |             | 444         | 99,32%      |
| Муслимани   | Муслимани   |             | 2           | 0,44%       |
| Срби        | Срби        |             | 1           | 0,22%       |
| укупно: 447 |             |             |             |             |